# Lingua sassone antica
Il sassone antico, anche basso tedesco antico, è una lingua germanica. È la più antica forma linguistica registrata appartenente al ceppo delle lingue germaniche continentali, sviluppatasi tra il nono e il Dodicesimo secolo, oltre il quale si è evoluta nel basso tedesco medio. Era parlata sulle coste nord-ovest della Germania e in Danimarca dove abitavano i popoli sassoni. La lingua è particolarmente vicina ai dialetti anglo-frisoni come frisone antico e antico inglese.
Sono sopravvissuti pochi testi scritti della lingua, in gran parte voti battesimali a cui i Sassoni dovevano sottoporsi successivamente alla conquista dei loro territori da parte di Carlo Magno. L'unico testo letterario di una certa entità giunto fino ai giorni nostri è Heliand, "il Salvatore".

## Caratteristiche fonologiche
L'antico sassone, insieme ad altri dialetti dei dintorni, forma un gruppo separato di lingue germaniche, il gruppo del Mare del Nord. La lingua non partecipa alla mutazione consonantica dell'alto tedesco, quindi conserva le consonanti sorde p, t, k che sono diventate in alto tedesco varie affricate e fricative. I dittonghi germanici ai, au si sviluppano consistentemente nelle vocali lunghe ē, ō, mentre invece in alto tedesco essi appaiono come ei, eu o ē, ō, dipende dalla consonante seguente. L'antico sassone, unico caso nelle lingue germaniche occidentali, preserva consistentemente la -j- del germanico dopo una consonante, hēliand ‘salvatore’ (cfr. antico alto tedesco heilant, antico inglese hǣlend, gotico háiljands). La metafonia germanica, quando si manifesta su a, è incostante, ad es. hebbean, habbian ‘avere’ (cfr. inglese antico hebban). Questa caratteristica fu riportata all'interno della lingua discendente dell'antico sassone, il basso tedesco medio, dove p.e. l'aggettivo krank ‘malato’ ha le forme comparative krenker e kranker.

## Relazione con il medio basso tedesco
L'antico sassone si è naturalmente evoluto in medio basso tedesco nel corso dell'XI e del XII secolo, con un grande passaggio dalla scrittura latina a quella basso tedesca avvenuto intorno al 1150, tanto che lo sviluppo della lingua può essere tracciato a partire da quel periodo.
La differenza più evidente tra il medio basso tedesco e l'antico sassone sta in una caratteristica del linguaggio nota come riduzione delle vocali, che ha avuto luogo nella maggior parte delle altre lingue germaniche occidentali e in alcuni dialetti scandinavi come il danese, riducendo tutte le vocali non distese a schwa. Così, parole dell'Antico Sassone come gisprekan (“parlato”) o dagō (“giorni” - gen. pl.) sono diventate gesprēken e dāge.

## Alcune parole in sassone antico dal dizionario glosbe
- "Pericolo" in sassone antico: gifār, fāra, fār.
- "Popolo" in sassone antico: folk.
- "Pesce" in sassone antico: fisk.
- "Portare" in sassone antico: beran, bringan.
- "Realizzare" in sassone antico: fremmian, frummian, gifrummian.

## Opere in sassone antico
- Heliand
- Omelia di Beda (Homilie Bedas)
- Frammenti della Genesi[1]
- Trierer Blutsegen
- Wurmsegen
- Spurihalz
- Voto battesimale
- Commenti ai Salmi (Gernroder Psalmenkommentars)
- Penitenziario (Westfälische Beichte)
- Credo
- Essener Heberegister